# Antimon
Antimon är ett halvmetalliskt grundämne. Antimon används bland annat i mascara och batterier, samt som legeringsämne i typmetall, där det ökar hårdheten.

## Historia
Spetsglans (även kallat antimonglans), en form av antimonsulfid, användes som ögonsmink redan under antiken och kallades av romarna för stibium (därav kemiskt tecken Sb). Ordet antimon användes senare och härstammar från det franska ordet för "Munkdödare" eftersom munkar använde det för att studera alkemi, ovetande om hur giftigt det var för människor. Rent antimon framställdes tidigt, men ända in på medeltiden ansågs det vara bly.

## Egenskaper
Antimon är en utomordentligt spröd metall som i rent tillstånd lätt kristalliserar i stora romboedrar. Som halvmetall har antimon fyra allotroper.
I kemiskt avseende liknar antimon metalloiderna inom kvävegruppen, men räknas normalt på grund av sina mekaniska egenskaper till metallerna. Vid normal temperatur påverkas antimon ej av luften, men vid glödgning oxideras den snabbt till oxid, som bildar en tjock, vit rök.

## Förekomst och framställning
Antimon förekommer knappast gediget i naturen utan i förening med svavel som antimonglans (antimonit eller stibnit), vilket är den viktigaste malmen med en halt av antimon av 71,7 % i rent tillstånd. De främsta förekomsterna finns i Kina, Mexiko, Bolivia, Algeriet, Frankrike och Italien.
Antimon framställs huvudsakligen ur spetsglans genom rostning av denna i en roterande ugn vid omkring 350 °C varvid antimonoxid uppstår och avdestilleras. Oxiderna smälts reducerande under tillsättning av soda eller koksalt för att erhålla en lättsmält slagg. Rikare malmer reduceras direkt i en degelugn tillsammans med järnskrot varvid det till antimon bundna svavlet förenar sig med järnet. Råantimonet raffineras från föroreningar genom olika smältmetoder så att den marknadsmässigt rena antimonmetallen med en renhetsgrad på 99,7 % erhålles.

### Rening av antimon
En vanlig metod är att rå antimon smälts tillsammans med natriumhydroxid. Med denna reningsmetod får man bort järn, arsenik och tenn.
Elektrolytisk rening av antimon användes om antimonmalmen även innehåller silver och guld.
För att framställa antimon med 99,999% renhet användes zonsmältning.

## Användning
Antimon används som tillsats i bly-, koppar-, tenn- och zinklegeringar för att öka hårdheten. Antimonoxiderna används som färgämnen inom glas- och keramikindustrin, och antimon(III)sulfid används inom pyrotekniken.